# 中巴边界协定
《中巴边界协定》，全称为《中华人民共和国政府和巴基斯坦政府关于中国新疆和由巴基斯坦實際控制其防務的各個地區相接壤的邊界的協定》，是中華人民共和國和巴基斯坦两國政府達成的边界协定。1963年3月2日在北京签订，中国签字代表为外交部长陈毅，巴基斯坦签字代表为外交部长佐勒菲卡尔·阿里·布托。

## 要点
根據1963年中華人民共和國和巴基斯坦二國政府達成的本協定：
- 坎巨提归属巴基斯坦控制下的克什米尔。
- 巴基斯坦控制下的喀喇崑崙走廊區域歸屬中國。

## 附加內容
- 目前印度對中國控制的喀喇崑崙走廊聲稱擁有主權，但中國政府聲稱對西段不存在領土爭端。